# Delgo (Sudão)
Delgo é uma localidade no Sudão.